# Big Money (album)
Big Money è l'ottavo album discografico del gruppo musicale statunitense House of Lords, pubblicato nel 2011 dalla Frontiers Records.
Il disco segue il fortunato Cartesian Dreams del 2009 e infatti la formazione è la stessa collaudata nel precedente con la new entry Jeff Kent alle tastiere e i "vecchi" Jimi Bell alla chitarra, Chris McCarvill al basso, BJ Zampa dietro le pelli, non dimenticando il leader e unico superstite della formazione originale, ossia il cantante James Christian.
Per la canzone "Someday When" è stato realizzato un videoclip promozionale in rotazione dal 1º settembre 2011.
Il disco ha molto diviso moltissimo la critica, tant'è che sul web si trovano recensioni molto discordanti tra loro.

## Tracce
1. Big Money
2. One Man Down
3. First to Cry
4. Searchin’
5. Someday When
6. Livin' in a Dream World
7. The Next Time I Hold You
8. Run for Your Life
9. Hologram
10. Seven
11. Once Twice
12. Blood

## Formazione
- James Christian - voce
- Jeff Kent - tastiere
- Jimi Bell - chitarra
- Chris McCarvill - basso
- BJ Zampa - batteria